# Marcin Marciniszyn
Marcin Marciniszyn (ur. 7 września 1982 w Bystrzycy Kłodzkiej) – polski lekkoatleta, sprinter.

## Osiągnięcia
Reprezentant klubu Śląsk Wrocław. Wcześniej trenował w SMS Wrocław i AZS-AWF Wrocław. Olimpijczyk z Aten (2004). Brązowy medalista Mistrzostw Świata w Lekkoatletyce 2007 w sztafecie 4 × 400 metrów. Halowy wicemistrz świata w sztafecie 4 × 400 metrów z Moskwy (2006) z wynikiem 3:04,67 s. Brązowy medalista w sztafecie ME 2006 z Göteborga (biegł w eliminacjach), HME 2007 z Birmingham i HME 2009 z Turynu. W 2001 w sztafecie 4 × 400 metrów na mistrzostwach Europy juniorów w Grosseto zdobył złoty medal (3:06,12 s). Medal tej samej barwy wywalczył również z partnerami ze sztafety również podczas Światowych Igrzysk Wojskowych w 2003 (3:11,26 s), a cztery lata później w Hajdarabadzie był podczas Światowych Igrzysk Wojskowych drugi w sztafecie 4 × 100 metrów (39,52 s). Został też zwycięzcą I Halowego Pucharu Świata Wojskowych z Aten (2009) w sztafecie 4 × 400 metrów (3:14,18 s). 4-krotnie ze sztafetą plasował się na podium superligi PE (2004 – 3. miejsce, 2005 i 2006 – 2. miejsce oraz 2007 – 1. miejsce). 6-krotny mistrz Polski na 400 metrów (2004–2006, 2009–2011, 2013), trzykrotny halowy mistrz Polski na 400 metrów (2006, 2010 i 2011).
Podoficer Wojska Polskiego. Do grudnia 2016 służył w 2 WOG-u we Wrocławiu.
W czerwcu 2009 wystąpił podczas mistrzostw świata wojskowych w Sofii, zdobywając srebrne medale w biegu na 400 metrów wynikiem 46,62 s (el. 46,27 s) i w sztafecie 4 × 400 metrów (3:08,20 s). Wicemistrz Europy wojskowych z Warendorfu (2013) z wynikiem 46,49.

## Rekordy życiowe
Na stadionie
- Bieg na 200 metrów – 21,07 s. (6 sierpnia 2011, Częstochowa)
- bieg na 300 metrów – 33,20 s. (2009)
- Bieg na 400 metrów – 45,27 s. (12 sierpnia 2011, Bydgoszcz) – 7. wynik w historii polskiej lekkoatletyki[2]

W hali
- bieg na 200 metrów – 21,54 s. (12 lutego 2005, Spała)
- bieg na 400 metrów – 46,64 s. (26 lutego 2006, Spała) – 10. wynik w historii polskiej lekkoatletyki[3]

## Odznaczenia
- Odznaka pamiątkowa 2 Wojskowego Oddziału Gospodarczego